# Christoph Wilhelm Megander
Christoph Wilhelm Megander (* 1626; † 22. August 1676 in Sommersdorf) war ein deutscher evangelischer Theologe.

## Leben
Von 1653 bis 1671 war er als Hofprediger in Norburg und Beichtvater der Herzogin Eleonore von Schleswig-Holstein, geb. Prinzessin von Anhalt-Zerbst (* 10. November 1608 in Zerbst; † 2. November 1681 in Osterholm) tätig. Sie war seit 1632 die zweite Ehefrau des Herzogs Friedrich von Schleswig-Holstein-Norburg.
Danach ging er in das Herzogtum Magdeburg und wurde Pfarrer in Sommersdorf. Dieses geistliche Amt übte er bis zu seinem Tod 1676 aus. Der Name Megander ist die nach damaliger Sitte gräzisierte Form von Großmann.
Megander war verheiratet und hatte eine Tochter.